# Mất tích (phim truyền hình)
Mất tích (tiếng Anh: Lost) là bộ phim truyền hình theo thể loại chính kịch Mỹ của đài ABC được chiếu trên kênh ABC từ ngày 22 tháng 9 năm 2004 đến ngày 23 tháng 5 năm 2010, bao gồm 6 phần chính với tổng cộng 121 tập. Cốt truyện dựa trên những người sống sót sau một sự cố rơi máy bay từ Sydney đến Los Angeles, tại một hòn đảo nhiệt đới bí ẩn thuộc Nam Thái Bình Dương. Cốt truyện chính bộ phim được kể tuần tự theo diễn biến chính trên đảo, thêm vào đó được tăng cường bằng các phân đoạn flashback hoặc flashforward để hiểu rõ tường tận hơn về các tuyến nhân vật.
Lost được tạo ra bởi Jeffrey Lieber, J. J. Abrams và Damon Lindelof, người đã chia sẻ ý tưởng kịch bản cho tập phim "The Pilot", được Abrams làm đạo diễn. Xuyên suốt thời gian dự án diễn ra, Lindelof và Carlton Cuse đóng vai trò là nhà điều hành sản xuất (showrunner) và đồng thời là biên kịch chính cho bộ phim. Họ làm việc cùng nhau và phối hợp với một số lượng khá lớn những nhà sản xuất và biên kịch khác. Do lực lượng diễn viên hùng hậu cùng với địa điểm làm phim diễn ra chủ yếu ở Oahu, Hawaii, bộ phim nằm trong top những series truyền hình đắt đỏ nhất. Chỉ tính riêng tập Pilot đã tốn hơn 14 triệu đô la cho kinh phí làm phim. Các yếu tố về vũ trụ hư cấu và những bí ẩn được mở rộng từ những phương tiện truyền thông liên quan, quan trọng nhất là series các tập phim ngắn (short mini-episodes) tên là "Missing Pieces", và một đoạn kết dài 12 phút mang tên "The New Man in Charge".
Lost luôn được các nhà phê bình xếp hạng là Series truyền hình hay nhất mọi thời đại. Ước tính trung bình mùa 1 đạt 16 triệu lượt xem mỗi tập trên sóng ABC. Mùa đầu tiên của bộ phim có trung bình khoảng 16 triệu lượt xem cho mỗi tập trên ABC. Chỉ trong mùa thứ 6 cũng là mùa cuối cùng của series, có trung bình hơn 11 triệu lượt xem riêng tại Mỹ cho mỗi tập. Lost giành được hàng trăm đề cử và nhận được rất nhiều giải thưởng, trong đó có thể kể đến Emmy Award cho phim truyền hình xuất sắc năm 2005, British Academy Television Awards năm 2005, Golden Globe Award năm 2006, Screen Actors Guild Award năm 2006 cho dàn diễn viên xuất sắc. Lost còn được người sử dụng của IMDb.com xếp hàng rating cao nhất trong vòng 10 năm đầu (2002-2012) khi website nổi tiếng này bắt đầu hoạt động trên mạng.

## Tổng quan

### Các phần phim
| Mùa | Mùa | Số tập | Số tập | Phát sóng gốc       | Phát sóng gốc       |
| Mùa | Mùa | Số tập | Số tập | Phát sóng lần đầu   | Phát sóng lần cuối  |
| --- | --- | ------ | ------ | ------------------- | ------------------- |
|     | 1   | 25     | 25     | 22 tháng 9 năm 2004 | 25 tháng 5 năm 2005 |
|     | 2   | 24     | 24     | 21 tháng 9 năm 2005 | 24 tháng 5 năm 2006 |
|     | 3   | 23     | 23     | 4 tháng 10 năm 2006 | 23 tháng 5 năm 2007 |
|     | 4   | 14     | 14     | 31 tháng 1 năm 2008 | 29 tháng 5 năm 2008 |
|     | 5   | 17     | 17     | 21 tháng 1 năm 2009 | 13 tháng 5 năm 2009 |
|     | 6   | 18     | 18     | 2 tháng 2 năm 2010  | 23 tháng 5 năm 2010 |

### Nội dung khác
- Những điều bí ẩn của Lost: Bộ phim kết hợp các yếu tố siêu nhiên và khoa học, giả tưởng nên có rất nhiều chi tiết chưa được nhà sản xuất giải thích hết dưới bất cứ hình thức nào.
- Các nhân vật trong Lost: Bộ phim có hơn 20 nhân vật chính gồm các nhân vật có tập phim riêng tập trung vào, hoặc có flashback riêng.

## Nội dung
*** Đây là bộ phim giả tưởng; các tình tiết, nhân vật, sự kiện đều không có thật
Bộ phim lấy bối cảnh năm 2004, chuyến bay Oceanic 815 từ Sydney đến Los Angeles bất ngờ rơi xuống một hòn đảo kỳ bí đâu đó ở Nam Thái Bình Dương với những hiện tượng không thể giải thích được. 
Trong ba phần đầu, các hành khách may mắn sống sót phải tìm cách sinh tồn, hòa đồng, đoàn kết khi họ dần nhận ra sẽ không có bất kỳ sự cứu giúp nào đến với mình, và rằng trên đảo luôn có một thế lực theo dõi và sẵn sàng đe dọa tính mạng của họ.
Trong phần 4 và phần 5, mỗi tập sẽ là câu chuyện của 2 tuyến nhân vật trên đảo và trên đất liền, giải thích các hiện tượng bí ẩn trên đảo, quá khứ của hòn đảo.
Ở phần 6, bộ phim lại có hai nội dung chính xem kẽ trong mỗi tập, một nói về những sự kiện tiếp diễn từ các phần trước trên hòn đảo, nội dung thứ hai nói về cuộc đoàn tụ của một số nhân vật chính ở thế giới bên kia.

### Mùa 1 (2004-2005)
Phần 1 gồm 25 tập được chiếu bắt đầu từ ngày 22/09/2004 trên kênh ABC (Mỹ). Chuyến bay số 815 của hãng hàng không Oceanic Airlines bị rơi xuống một hòn đảo kỳ bí. Các mảnh vỡ chia làm 3 phần, các nạn nhân ở phần đầu máy bay đã chết hết. Phần thân máy bay là các nhân vật của chúng ta. Một nhóm nhỏ (gồm các nhân vật chính) phát hiện ra trên đảo có tín hiệu cầu cứu của một người phụ nữ Pháp đã phát đi 15 năm liên tục. Khi biết sẽ không có sự cứu giúp nào đến với mình, họ quyết định giữ bí mật với những người còn lại và bắt đầu sinh tồn và cố gắng hòa hợp với nhau. Họ cũng biết rằng trên đảo có một thứ gì đó mà họ gọi là "quái vật"- rất đáng sợ, cùng sự hiện diện của nhóm người sinh sống trên đảo, được gọi chung là "The Others". Họ tìm ra được kẻ nội gián của The Others cũng là lúc một nhóm gồm 4 hành khách tạo xong chiếc bè và bắt đầu rời đảo.

### Mùa 2 (2005-2006)
Phần 2 gồm 24 tập khởi chiếu ở Mỹ và Canada bắt đầu từ 21/09/2005. 45 ngày sau vụ rơi máy bay, bốn hành khách dùng bè để về đất liền ở phần trước không may bị The Others phục kích và bắt đi một thành viên, ba người còn lại (Jin, Sayid, Michael) gặp được nhóm hành khách ở phần đuôi chuyến bay. Nhóm này vốn gồm 48 người, nhưng trong 3 đêm đầu tiên trên đảo, họ đã bị The Others tấn công giết chóc và bắt cóc, trong một tháng tiếp theo thủ lĩnh nhóm phát hiện và tiêu diệt được nội gián của The Others cài vào. Cuối cùng họ còn lại 4 người, cùng với 3  người từ chiếc bè kia họ di chuyển đến chỗ những hành khách ở phần thân máy bay. Nhóm 4 người mới đến đã cố gắng hòa nhập, nhưng một trong số họ con quái vật giết chết sau hai lần chạm mặt, hai người khác bị giết. Trước đấy, người phụ nữ Pháp đã giao một thành viên của The Others cho nhóm nhân vật chính, nhưng một thành viên của nhóm hành khách đã bị uy hiếp khiến anh ta phải thả tên này và bán đứng những thành viên trụ cột.Trong phần này nhân vật Jacob bí ẩn được nhắc đến.

### Mùa 3 (2006-2007)
Phần 3 gồm 23 tập, bắt đầu từ 04/10/2006 ở Mỹ và Canada. Tiếp tục 65 ngày sau khi máy bay rơi, nhóm The Others đã bắt một số thành viên của nhóm hành khách và thuyết phục được thủ lĩnh (Jack) theo họ. Bất ngờ hơn khi thành viên The Others bị bắt ở phần trước (Ben Linus) lại chính là thủ lĩnh của chúng. Dù những thành viên chủ chốt của hai dần hiểu nhau hơn nhưng mâu thuẫn về mục đích của hai bên khiến họ vẫn đối đầu nhau, cho đến một nhóm người khác bắt đầu đặt chân lên hòn đảo. Tin rằng những người sắp lên đảo kia chính là đoàn cứu hộ, nhóm hành khách đã tập trung để sẵn sàng về đất liền; trong đấy The Others vì muốn báo vệ sự bí mật và linh thiêng của hòn đảo và Jacob nên đã đưa quân đến xóa sổ khu trại của nhóm hành khách.

### Mùa 4 (2008)
Phần 4 ban đầu dự định dài 16 tập nhưng sau sự cố đình công của những kịch bản gia Mỹ, thay vào đó còn 14 tập, khởi chiếu từ 31/01/2008 ở Mỹ và Canada. Chiến dịch của The Others thất bại khiến họ tổn thất và phải rút về căn cứ khác, nhưng nhóm hành khách cũng phát hiện ra không phải tất những người mới đến đều có mục đích cứu hộ, nhóm hành khách bắt đầu chia rẽ. Trong những người mới lên đảo, có một đội lính đánh thuê có nhiệm vụ xóa sổ The Others và giết bất cứ ai phản kháng. Ben Linus quyết định di chuyển hòn đảo đi nơi khác và dẫn đến hậu quả là những người trên đảo sẽ xuyên không đến nhiều mốc thời gian khác nhau, bản thân Ben cũng bị đưa về đất liền ở tương lai 3 năm sau (năm 2007). 

### Mùa 5 (2009)
Phần 5 gồm 17 tập bắt đầu từ 21/01/2009 ở Mỹ và Canada. Sau những nỗ lực cứu hòn đảo khỏi những kẻ xâm lược ở phần 4, các nhân vật bị làm hai nhóm: một may mắn rời khỏi hòn đảo trước khi nó xuyên không (Jack, Kate, Hugo, Sayid, Sun) cùng Ben và nhóm ở trên đảo bị xuyên không đến nhiều thời điểm khác nhau, họ gặp nạn và chết dần cho đến khi Locke khắc phục hậu quả mà Ben gây ra, khiến chỉ còn vài người sống sót ở lại năm 1973 (Juliet, Sawyer, Jin, Miles, Faraday...).
• Những người ở lại năm 1973 đã may mắn trà trộn và hòa nhập vào cộng đồng khoa học Dharma, họ dần có được uy tín trong 3 năm tiếp theo.
• Sáu người may mắn rời được hòn đảo năm 2004, nhưng phải sống dằn vặt trong 3 năm tiếp theo khi đã không thể cứu được những người còn lại trên đảo. Họ không biết trên đảo đã xảy ra chuyện gì và hòn đảo đã "biến mất" đi đâu, vì sự lạ thường của hòn đảo và để đảm bảo an toàn cho những người ở lại, họ phải giữ bí mật về những gì đã xảy ra. Họ được gọi là nhóm Oceanic 6.
Sau khi khắc phục được hậu quả của Ben thì Locke cũng được đưa về đất liền, trong 2 năm sau đó Locke tìm và thuyết phục Oceanic 6 quay lại đảo, cuối cùng ông phải tự sát để tạo động lực cho họ. Thực ra Locke không đủ can đảm để tự sát nên Ben Linus đã giết ông và dựng hiện trường giả. Với tài chiến lược và tâm lí, Ben đã đưa Oceanic 6 và thi hài của Locke lên chuyến bay được chỉ định để quay lại hòn đảo.
Cũng như chuyến bay Oceanic 815 của 3 năm trước, chuyến bay lần này là Ajira 316 cũng gặp nạn trên không nhưng may mắn khi tiếp đất khá thành công. Tuy nhiên các hành khách trên chuyên bay lại bị tách làm hai nhóm.
• Một nhóm vẫn ở trên chuyến bay và đáp được xuống hòn đảo ở hiện tại (2007), họ gồm Ben, Sun với thì hài của Locke và một nhóm lính tình nguyện của Jacob. Họ phải đối mặt với những kẻ năm xưa muốn xâm chiếm hòn đảo. Trong các phần trước con quái vật thỉnh thoảng xuất hiện và giết chóc, giả dạng người đã chết khiến khán giả tò mò và các nhân vật cũng khiếp sợ, thì từ phần này nó giả dạng Locke và thao túng tâm lí các nhân vật chính, nó khiến Ben ra tay giết Jacob.
• Nhóm còn lại gồm Jack, Hugo, Kate, Sayid bị xuyên không đến năm 1977 và gặp nhóm bị kẹt do xuyên không trước đấy. Qua tìm hiểu về hòn đảo họ biết Dharma sắp xây dựng trạm Thiên Nga.dựng một căn hầm mà nó chính là Trạm Thiên Nga, một phần nguyên nhân khiến chuyến bay Oceanic 815 bị rơi. Họ tìm cách ngăn cản việc xây dựng bằng một vụ nổ.

### Mùa 6 (2010)
Phần 6 gồm 17 tập bắt đầu từ 2/2/2010 ở Mỹ và Canada. Đây là phần cuối của phim, sẽ giải thích hết những bí ẩn trên đảo và kết cục của những người trên đảo. 
Theo tường thuật trong các cuộn phim mà Dharma để lại sau này, quá trình xây dựng Trạm Thiên Nga đã gặp trục trặc xuýt gây ra một thảm họa, nhưng may mắn đã được khắc phụ và việc xây dựng lại tiếp diễn. Đấy chính là việc các nhân vật chính ngăn cản quá trình xây dựng nó, điều này khiến vụ tai nạn của Oceanic 815 vẫn xảy ra.
Nội dung của phần 6 có 2 mạch truyện chính ở 2 thế giới là hai thời điểm khác nhau.
• Ở hiện tại : Ngay khi quả bom được kích hoạt, nhóm nhân vật ở năm 1977 được đưa về hiện tại (2007), họ cùng những người trên đảo tìm cách chống lại thế lực đang nhăm nhe xâm chiếm. Các nhân vật chính cũng được gặp Jacob và tìm được mục đích sống cũng như nguyên nhân khiến họ không thể cưỡng lại hòn đảo. Cuối cùng các nhân vật chính đã cùng nhau tiêu diệt được con quái vật. Có người đã ở lại đảo trong khi người khác lại may mắn về được đất liền bằng chiếc máy bay Ajira 316.
• Ở thế giới bên kia: Nơi không có khái niệm về thời gian. Lúc này tất cả các nhân vật đều đã chết, có người chết trong các tập phim, có người chết sau này, thời điểm không được đề cập trong phim. Tại đây họ được sống cuộc đời mà không bị hòn đảo chi phối, họ có một số phận khác, trong một chuyến Oceanic 815 gần giống với phần 1, nhưng chuyến bay này đến được L.A an toàn. Thông qua nhân vật Desmond, các nhân vật của chúng ta đã nhận ra được ý nghĩa cuộc đời, họ có cơ hội gặp lại bạn bè, sửa đổi sai lầm và cùng nhau siêu thoát.

### The New Man in Charge
Cái kết cho mạch truyện chính, xen kẽ giữa hai mạch nội dung chính của phần 6
Sau khi kế thừa việc bảo vệ hòn đảo từ Jack, thì Hugo và Ben đã quay về đất liền để chọn Walt thành người thứ 3 cùng cai quản hòn đảo. Ngoài ra Ben cũng cho khu xưởng hậu cần của Dharma dừng hoạt động, chính thức xóa sổ Dharma.

## Nhân vật và vai diễn

### Nhân vật chính
*** Nếu chỉ xét theo tiêu chí các nhân vật được đề cập đến quá khứ thông qua flashback, thì cả serie này có hơn 20 nhân vật chính
| Nhân vật | Diễn viên |
| --- | --------- |
| Jack Shepherd Một bác sĩ phẫu thuật cột sống, có lòng bao dung và nhân đạo, anh đưa thi hài bố từ Úc về Mĩ trên chuyến Oceanic 815. Anh là thủ lĩnh của nhóm hành khách sóng sót và thuộc nhóm Oceanic 6, về đất liền anh được biết Claire là em gái cùng cha khác mẹ và cô vẫn còn kẹt lại trên đảo. Nhưng vì lương tâm, trách nhiệm với những người còn lại trên hòn đảo, anh cảm thấy dằn vặt nên quyết tâm quay lại hòn đảo. Anh nhất quyết can thiệp việc xây dựng trạm Thiên Nga của Dharma, gián tiếp dẫn đến cái chết của Juliet. Cuối cùng anh kế nhiệm Jacob, giết Người mặc đồ đen (con quái vật) và hy sinh. Trước khi chết anh thừa kế nhiệm vụ lại cho Hugo. Là một người trọng tình cảm nên Jack có nhiều quyết định rất độc đoán và sai lầm. |           |
| John Locke Một nhân viên của một công ty sản xuất hộp. Bị bố mẹ bỏ rơi từ khi lọt lòng, dù được nhận nuôi nhưng Locke luôn có cảm giác tự ti hay mọi người coi thường; ông luôn muốn chứng tỏ bản thân. Khi ông khoảng 50 tuổi, mẹ đẻ của ông bất ngờ xuất hiện và chỉ chỗ cho ông tìm bố đẻ, chính vì muốn cảm nhận tình cha con và quá tin tưởng nên ông bị bố lừa lấy một bên thận. Sau này còn bị bố đẻ đẩy từ tầng 8 xuống đất khiến liệt hai chân, ông sang Úc để tham gia dã ngoại nhưng bị ban tổ chức từ chối. Ông về Mĩ trên chuyến Oceanic 815, khi ở trên đảo ông bất ngờ đị bình thường và bắt đầu tôn sùng hòn đảo, ông sống chết bảo vệ nó. Chính vì đức tin mê muội nên ông bị Người mặc đồ đen "mượn gió bẻ măng". Khi về lại đất liền, ông bỏ ra hơn một năm để tìm và thuyết phục Oceanic 6 quay về hòn đảo, ông đã tính tự sát nhưng không đủ can đảm. Ông bị Ben giết và dựng lại hiện trường như một vụ tự sát. |           |
| Kate Austen Cô bị truy nã vì giết bố đẻ, cô bị dẫn độ từ Úc về Mĩ trên chuyến bay Oceanic 815. Cô thuộc nhóm Oceanic 6, cô về đất liền mang theo con của Claire và nhận làm mẹ đẻ để tránh việc ngồi tù. Theo sắp đặt của Ben và vài sự tình cờ, cô thú nhận sự thật với mẹ của Claire, cô gửi lại đứa trẻ rồi quay về đảo trên chuyến Ajira 316. Cô xuyên không về năm 1977 và tham gia ngăn cản việc xây trạm Thiên Nga. Vì không phải Ứng cử viên của Jacob nên cô không bị ràng buộc với hòn đảo và cuối cùng cô trở về được đất liền sống đến cuối đời. |           |
| James "Sawyer" Ford Mồ côi cha mẹ vì một kẻ lừa đảo tên Sawyer nên James đã giả danh hắn và trở thành tên lửa đảo chuyên nghiệp, chỉ mong kẻ thù phải lộ mặt. Anh bị trục xuất khỏi Úc và cùng đi chuyến Oceanic 815, cách đấy ít hôm anh gặp bố của Jack, trước khi ông ta chết. Anh thuộc nhóm xuyên không về năm 1973, trở thành tổ trưởng an ninh của Dharma trong 3 năm, thời gian này anh kết hôn với Juliet. Sau vụ kích bom, Juliet chết và James rất căm thù Jack, cho đến cuối phim anh trở về đất liền cùng Kate. |           |
| Ben Linus Là một người giỏi thao lược, giỏi tâm lý nhất bộ phim. Mẹ anh qua đời khi sinh ra anh nên Ben luôn bị bố đổ lỗi và ghẻ lạnh. Bố của anh là một kẻ nát rượu, tình cờ được Dharma tuyển làm công nhân. Lên đảo khi mới 13 tuổi, Ben nhận thấy sự đặc biệt của nơi này và rất thích sự tự do của nhóm The Others. Sau khi bị Sayid bắn, Ben được đưa đến chỗ The Others để hồi sinh, từ đây cậu bé Ben mất đi sự ngây thơ, tốt tính. Ben nhanh chóng soán chức thủ lĩnh của The Others sau khi giúp họ giết sạch Dharma. Nói dối rằng mình là thân tín của Jacob để thâu tóm hội này, Ben luôn tin vào Jacob và luôn sống chết bảo vệ hòn đảo. Bất chấp mọi hy sinh, thủ đoạn để đạt mục đích, anh ta yêu đơn phương Juliet. |           |
| Juliet Burke Một bác sĩ khoa ung bướu, cô được The Others tuyển lên đảo để chăm sóc các sản phụ. Cô căm ghét Ben nên sau này đã phản lại ông ta. Cô thuộc nhóm người xuyên không về năm 1973 và qua đời sau khi kích hoạt quả bom (do lúc ngã xuống giếng bị trọng thương và kiệt sức) |           |
| Sayid Jarrah - Một cựu lính Vệ binh Cộng Hòa Iraq, chuyên nhiệm vụ tra khảo lấy lời khai trong thời kỳ Bão táp Sa Mạc. Khi phe cộng hòa thất bại, anh bị quân đội Mĩ bắt lấy thông tin, và được thả tự do sau đó. Sayid lưu lạc nhiều nơi, sau khi giúp cảnh sát Úc ngăn chặn một vụ khủng bố, anh được yêu cầu phải rời khỏi Úc, trên chuyến bay Oceanic 815. Anh thuộc nhóm Oceanic 6 và bị con gái của Jacob bắt quay lại hòn đảo, sau này anh bị Người mặc đồ đen thao túng và cuối cùng là quyên sinh để cứu nhóm Ứng viên của Jacob. Là một người có tâm lý phức tạp dễ bị bạo lực, thù hằn tác động nên Sayid rất dễ giết người và thành tay sai cho những kẻ giỏi tâm lí như Ben. |           |
| Desmond Hume Một cựu binh của Hoàng quân Anh. Để chạy chốn tìn yêu nên anh đăng ký tham gia một giải đua thuyền, và bị mắc kẹt trên hòn đảo hơn 3 năm trước khi tai nạn của Oceanic 815 xảy ra. Đây là nhân vật đặc biệt khi thể xác anh không bị ảnh hưởng bởi phản ứng năng lượng điện từ, khiến tâm trí anh xuyên không đến thân xác của anh trong quá khứ, hoặc ở thế giới khác. Với khả năng nhìn thấy trước tương lai của Charlie. Dù trở về cùng Oceanic 6 nhưng anh không công khai mà sống cùng người yêu là Penny trong 3 năm, sau đấy anh bị bố của Penny bắt cóc lên đảo. Trong cuộc chiến với Người mặc đồ đen, Desmond bị thương và phải ở lại đảo một thời gian. Desmond và Penny có một tình yêu mãnh liệt dù chia tay và đổ vỡ đến đâu họ vẫn luôn sẵn sàng hàn gắn. |           |
| Jin-Soo Kwon Con trai một ngư dân nghèo, mẹ bỏ đi khi anh còn nhỏ. Làm lễ tân cho một khách sạn lớn và quen biết Sun, sau bao khó khăn rồi họ cũng lấy nhau. Anh trở thành tay sai cho bố vợ, mặc dù rất yêu Sun nhưng Jin lại có tính phong kiến, gia trưởng và rất tự ti vì xuất thân. Anh bị xuyên không về năm 1973 và trở thành tay trái của James, khi trở về năm 2007 gặp lại Sun được ít hôm thì cả hai cùng phải chết đuổi trong tàu ngầm. |           |
| Sun-Hwa Kwon Con gái duy nhất của một tài phiệt hàng đầu Hàn Quốc, cô gặp và yêu Jin say đắm. Nhưng vì tính cách lầm lũi, cổ hủ của Jin khiến Sun muốn bỏ chốn, cô ngoại tình với một gia sư dạy tiếng Anh. Cô và Jin du lịch ở Úc và cùng lên chuyến Oceanic 815 sang Mĩ, trên đảo cô phát hiện ra mình có bầu dù trước đấy bác sĩ khẳng định cô bị vô sinh. Cô là một trong số Oceanic 6, khi về đất liền cô sinh con rồi thâu tóm lại tập đoàn của bố, đấu đá với Charles Widmore vì nghĩ Jin đã chết. Khi biết Jin còn sống, cô đã quay lại đảo theo sắp đặt của Ben, nhưng vợ chồng gặp được nhau không lâu thì cả hai cùng qua đời. |           |
| Hugo "Hurley" Reyes Bị bố bỏ rơi từ nhỏ, sống với mẹ, ông ngoại và anh trai, Hugo chỉ là nhân viên quèn trong một của hàng ăn nhanh, cho đến khi anh trúng số lotto. Bỗng dưng trở thành Triệu phú nhưng Hugo mất đi nhiều thứ: Ông ngoại chết, vợ chồng anh trai li dị, bạn bè ghét tưởng nghĩ anh chảnh, nhà mới mua cho mẹ bị cháy, cửa hàng riêng bị thiên thạch chúng nhiều người liên lụy. Nghĩ mình bị nguyền rủa nên anh quyết tìm nguồn gốc dãy số lotto của mình, anh lên chuyến Oceanic 815 để về mĩ và gặp nạn. Anh thuộc nhóm Oceanic 6 về đất liền và bị ám bởi bạn thân Charlie, anh quay lại đảo và sau nhiều sóng gió anh trở thành người kế nhiệm Jack, bảo vệ hòn đảo cùng Ben và Walt. |           |
| Claire Littleton Một nghệ sĩ săm hình, cô bị gã bạn trai họa sĩ bỏ rơi khi hắn biết cô có bầu; theo lời một thầy bói, cô lên chuyến Oceanic 815 sang Mĩ cho con cho một gia đình hiếm muộn nuôi. Côn sinh con trên đảo và có tình cảm với Charlie; sau khi anh này chết, cô gặp Người mặc đồ đen (lúc này giả làm cha cô) rồi bỏ con mà đi. Cô ẩn dật trên đảo 3 năm cho đến khi các nhóm hành khách cũ quay lại, cuối cùng cô rời hòn đảo cùng Kate để gặp lại con. |           |
| Michael Dawson Một họa sĩ nghiệp dư, nghèo khó; bị người yêu bỏ, mất quyền gặp mặt và nuôi con. Anh đưa con trai (Walt) từ Úc về Mĩ qua chuyến Oceanic 815, sau khi mẹ cậu bé qua đời. Để cứu Walt khỏi The Others anh đã phản bội nhóm hành khách, được The Others thả về đất liền nhưng sau đấy giúp họ làm gián điệp chống lại đám lính đánh thuê của Widmore. Và chết trong vụ nổ tàu cuối phần 4. |           |
| Charlie Pace Một cựu ca sĩ, nhạc công của nhóm rock Driveshaft, từng bị anh trai (trưởng nhóm nhạc) lôi kéo đến nghiện ngập. Khi anh trai rút lui, giải tán ban nhạc và làm lại cuộc đời thì Charlie đã lún quá sâu, Charlie sang Úc mời anh trai tái lập bạn nhạc nhưng bị từ chối. Charlie lên chuyến Oceanic 815 về Mĩ, trên đảo anh được Locke giúp cai nghiện, anh yêu Claire và bắt đầu cân bằng được cuộc sống. Anh rất thân với Hugo và Desmond. Khi nhóm người lạ xuất hiện, để giúp họ đưa tàu lên đảo Charlie và Desmond nhận nhiệm vụ xuống trạm ngầm của Dharma để tắt thiết bị phá sóng vô tuyến. Anh xông pha xuống dưới và hy sinh khi cố phát tín hiệu cầu cứu. Anh để lại ghi chú kinh điển trước khi chết "Not Penny Boat" |           |

### Nhân vật phụ quan trọng
| Nhân vật | Diễn viên |
| --- | --------- |
| Jacob: Là người có trách nhiệm bảo vệ hòn đảo khỏi sự hiểu biết của con người. Ông đã sinh ra cùng thời đại với chúa Jesus, và có khả năng ban trường sinh bất lão cho người khác. Trường hợp những ứng viên được tuyển chọn kế nhiệm và được ông chạm vào sẽ không thể chết dù họ thực sự có hành động quyên sinh. Nhưng điều này là không chắc chắn vì vẫn có những ứng viên tự sát như Sayid, vợ chồng Kwon hoặc bị giết như Locke. Có hơn trăm ứng viên do chính Jacob lên danh sách nhưng họ chết dần hoặc bị loại vì không đủ điều kiện. Ông là anh trai song sinh của "người mặc đồ đen"; bạn đầu khi mang thai, mẹ ông nghĩ sẽ chỉ sinh ra một đứa nên mới chỉ chọn được một cái tên. Khi em trai ông vừa chào đời thì mẹ ông bị "Người bảo vệ đảo" tiền nhiệm giết chết. Để chắc chắn hai anh em không thể bỏ đi "Người bảo vệ đảo" đã đặt ra các qui tắc mang tính siêu nhiêu khiến họ bị lệ thuộc vào nhau. Tuy nhiên trong phút bốc đồng, Jacob đã đánh chết em trai khiến quy tắc bị phá và dẫn đến các hệ lụy sau này. Cuối cùng Người mặc đồ đen lợi dụng tâm lý của Ben để anh này tự tay giết Jacob, dưới dạng linh hồn Jacob vẫn kịp thừa kế trách nhiệm lại cho Jack.                                                               |           |
| Người mặc đồ đen (Man in Black, MiB hay Quái vật, Quái vật Khói đen) Vốn là một con người, em song sinh của Jacob. Từ nhỏ đã bộc lộ sự sáng dạ, linh động và tò mò hơn người, trong khi Jacob rất quy củ và hiền lành. Ông không được đặt tên, sinh ra và lớn lên trên đảo. Ông luôn cho rằng phía chân trời có một mảnh đất khác rộng lớn hơn chờ ông khám phá. Cho đến khi ông tìm thấy trên đảo có những đồng hương của mẹ đẻ, ông dọn đến sống cùng họ cho đến khi trưởng thành. Những người này sau đấy bị "Người bảo vệ đảo" lúc bấy giờ giết sạch, ông nổi nóng và đến giết bà, Jacob chứng kiến cảnh này đã nóng giận lôi ông đến nơi linh thiêng nhất của hòn đảo và ngộ sát ông tại đây. Xác của ông được Jacob an táng cùng xác của "Người bảo vệ đảo" còn phần tâm linh, tinh thần của ông hấp thụ năng lượng từ hòn đảo và trở thành Quái vật Khói đen. Trong bộ dạng mới, ông có thể thay đổi hình dạng chủ yếu là thành người đã chết để thao túng tâm lý người thân hoặc kẻ thù của họ. Ông cũng có thể hiểu thấu quá khứ, tâm lý, nhân cách của kẻ đối diện. Bất cứ ứng viên nào của Jacob khiến ông chướng mắt đều bị giết. Cuối cùng ông bị Jack - lúc này đã kế nhiệm Jacob - giết chết khi năng lượng của hòn đảo trở nên bất ổn. |           |
| |           |